# Gamleveien
Gamleveien is een plaats in de Noorse gemeente Ringerike, provincie Buskerud. Gamleveien telt 302 inwoners (2007) en heeft een oppervlakte van 0,75 km².